# Huijong
König Huijong (koreanisch 희종) (* 21. Juni 1181 in Kaesŏng, Königreich Goryeo; † 31. August 1237 in Kaesŏng, Goryeo) war während seiner Regierungszeit von 1204 bis 1211 der 21. König des Goryeo-Reiches und der Goryeo-Dynastie (고려왕조) (918–1392).

## Leben
Huijong war der erstgeborene Sohn von König Sinjong (신종) und seiner Frau Königin Seonjeong (선정), die dem Kaesong-Wang-Clan entstammte. Zu seiner Geburt bekam Huijong den Namen Wang Yeong (왕영) verliehen. König Huijong war mit Königin Seongpyeong (성평), die ebenfalls dem Kaesong-Wang-Clan entstammte, verheiratet. Aus der Ehe gingen fünf Söhne und fünf Töchter hervor. Keiner seiner Söhne kam nach Huijongs Tod bei der Thronfolge zum Zuge. Seine erstgeborene Tochter hingegen wurde später unter König Gojong (고종), dem 23. Herrscher der Goryeo-Dynastie, Königin Anhye (안혜).
König Huijong folgte seinem Vater König Sinjong (신종) auf den Thron, als dieser von General Choe Chung-heon (최충헌) abgesetzt wurde. Nach der Rebellion des Militärs gegen Huijongs Onkel König Uijong (의종) im Jahr 1170 hatten die drei Kommandanten Jeong Jung-bu (정중부), Yi Ui-bang (이의방) und Yi Ko (이고) die Macht im Goryeo-Reich übernommen, König Uijong abgesetzt und Myeongjong als König ohne Machtbefugnisse eingesetzt. Nachdem es in der Militärführung zu Auseinandersetzungen in der Machtfrage und in den Jahren bis 1196 durch Ermordungen zu mehreren Wechseln in der Militärführung und Ausübung der Regierungsmacht gekommen war, übernahm General Choe Chung-heon schließlich die Macht und sorgte bis zu seinem Tod im Jahr 1219 für die Krönung der Könige Sinjong, Huijong (희종), Gangjong (강종) und Gojong (고종) sowie die Absetzung von König Myeongjong und den beiden Königen Sinjong und Huijong, die er selbst installiert hatte.
König Huijong stand formal über seinem General Choe Chung-heon, doch alle wichtigen Entscheidungen im Reich traf der General. So war König Huijong nichts weiter als eine Repräsentationsfigur, so wie sein Vater, sein Onkel König Myeongjong und alle seine Nachfolger bis zur Mongoleninvasion, nach der die Herrschaft des Militärs endete und Goryeo unter die Herrschaft des Mongolenreiches gelangte, die erst mit König Gongmin (공민), dem 33. Monarchen der Goryeo-Dynastie, endete, wodurch das Goryeo-Reich seine Souveränität zurückerlangte.
König Huijong verstarb im Jahr 1237. Seine Grabstätte ist nicht bekannt.